# 南里 (志免町)
南里（みなみざと）は、福岡県糟屋郡志免町の町名。大字南里と南里一丁目から七丁目が設置されている。2024年（令和6年）2月1日現在の人口は大字南里が104人、南里一丁目 - 七丁目が5,793人。郵便番号は811-2207。

## 地理
志免町中北部に位置する。南東側は志免中央に、南側は王子に、西側は別府東に、北側は別府に、北側から東側にかけて粕屋町に接する。

## 歴史
1889年（明治22年）の町村制施行後は糟屋郡志免村となった。1939年（昭和14年）4月17日に志免村が町制施行し志免町となる。

### 町域の変遷
| 住居表示実施後           | 実施年月日         | 住居表示実施前 |
| ------------------------ | ------------------ | -------------- |
| 南里一丁目から南里七丁目 | 2005年（平成17年） | 大字南里の一部 |

## 施設
- 志免町民広場

## 交通

### 道路
- 福岡県道24号福岡東環状線
- 福岡県道68号福岡太宰府線
- 福岡県道91号志免須恵線

### バス
- 西鉄バス
  - 県道68号沿いにバス停がある。